# Gregory Thomas Linteris
Gregory Thomas Linteris (*4. října 1957 v Demarest, stát New Jersey, USA) je americký vědec a kosmonaut. Ve vesmíru byl dvakrát.

## Život

### Studium a zaměstnání
Absolvoval střední školu Northern Valley Regional High School v rodném městě Demarest (1975) a pak pokračoval ve studiu na Princeton University. Po ukončení studia v roce 1979 pokračoval ve vysokoškolském studiu na Stanford University. Ukončil jej v roce 1984. O několik let později se ke studiím vrátil, roku 1990 získal doktorát na Princeton University.
Zaměstnán byl v letech 1990 až 1992 na University of California v San Diegu, další čtyři roky v National Institute of Standards and Technology.
V letech 1996 až 1997 byl členem jednotky kosmonautů v NASA.
Zůstal svobodný. Má přezdívku Greg.

### Lety do vesmíru
Na oběžnou dráhu se v raketoplánech dostal dvakrát s funkcí specialista pro užitečné zařízení a strávil ve vesmíru 19 dní, 15 hodin a 58 minut. Byl 357 člověkem ve vesmíru.
- STS-83 Columbia (4. dubna 1997 – 8. dubna 1997)
- STS-94 Columbia (1. července 1997 - 17. července 1997)